# Selkäsaaret (ö i Finland, Birkaland, Nordvästra Birkaland, lat 61,87, long 23,36)
Selkäsaaret är en ö i Finland. Den ligger i sjön Juurijärvi och i kommunen Ikalis i den ekonomiska regionen  Nordvästra Birkalands ekonomiska region  och landskapet Birkaland, i den sydvästra delen av landet, 210 km norr om huvudstaden Helsingfors. Öns area är 1,4 hektar och dess största längd är 210 meter i nord-sydlig riktning.  Notera att namnet antyder att det är fråga om flera öar.